# FKアポロニア・フィエル
FKアポロニア・フィエル（FK Apolonia Fier）は、アルバニア・フィエルに本拠地を置くサッカークラブ。現在はカテゴリア・スペリオレに所属している。

## 概要
1920年代、アルバニア各地でサッカーが普及し、都市部でサッカーについて学んだ学生がフィエルに戻り、FKアポロニア・フィエルを創設した。1928年にはクラブをプロ化し、2年後の1930年から公式大会に参加し始めた。しかし、アルバニア1部リーグでのプレー期間は少なく、その歴史のほとんどを2部リーグで過ごした。しかし、1997-98シーズンにはクパ・エ・シュチパリセ優勝を果たしている。
2019-20シーズン、アルバニア2部リーグを制し、1部昇格を果たした。

## タイトル

### 国内タイトル
- カテゴリア・エ・パレ : 5回
  - 1966-67, 1971-72, 1978-79, 1984-85, 2019-20

- クパ・エ・シュチパリセ : 1回
  - 1997-98

## 欧州の成績
| シーズン | 大会                       | ラウンド  | 対戦相手   | ホーム | アウェー | 合計 |  |
| -------- | -------------------------- | --------- | ---------- | ------ | -------- | ---- |  |
| 1989-90  | UEFAカップ                 | 1回戦     | AJオセール | 0-3    | 0-5      | 0-8  |  |
| 1998-99  | UEFAカップウィナーズカップ | 予選1回戦 | KRCヘンク  | 1-5    | 0-4      | 1-9  |  |

## 現所属メンバー
2021年2月22日現在
注：選手の国籍表記はFIFAの定めた代表資格ルールに基づく。
| No. | Pos. |            | 選手名                       |
| --- | ---- | ---------- | ---------------------------- |
| 1   | GK   | アルバニア | ガズミル・チェペレ           |
| 3   | DF   | アルバニア | ベニート・クッリ             |
| 4   | DF   | アルバニア | エルシルディオ・アスラナイ   |
| 5   | DF   | アルバニア | レイ・ザイミ                 |
| 7   | MF   | アルバニア | レドン・ミハナ               |
| 8   | MF   | アルバニア | アレクサンドロ・ザイマイ     |
| 9   | FW   | アルバニア | マリオ・ジャタ               |
| 10  | MF   | アルバニア | エルシルディオ・スマチ       |
| 13  | DF   | アルバニア | セリャン・レパイ             |
| 14  | MF   | アルバニア | スケルディライド・レバンディ |
| 17  | FW   | アルバニア | マリエル・ソタ               |
| 18  | MF   | アルバニア | ステファノ・オメリ           |
| 19  | MF   | アルバニア | クセメント・メフメティ       |

| No. | Pos. |              | 選手名                 |
| --- | ---- | ------------ | ---------------------- |
| 20  | FW   | アルバニア   | イェトン・クラスニキ   |
| 25  | MF   | アルバニア   | マテオ・シャナイ       |
| 28  | DF   | アルバニア   | エリオン・ソタ         |
| 30  | DF   | ガーナ       | ベンジャミン・アギャレ |
| 31  | GK   | アルバニア   | エンドリト・カコ       |
| 33  | FW   | アルバニア   | クリシルド・ソガ       |
| 55  | GK   | アルバニア   | ロメオ・ハリザイ       |
| 66  | DF   | セネガル     | イスマイラ・ディオプ   |
| 67  | FW   | ナイジェリア | エフォング・エヨー     |
| 77  | FW   | クロアチア   | マリオ・ヴァシリ       |
| 88  | MF   | ガーナ       | コフィ・イェボア       |
| 99  | MF   | アルバニア   | リマル・ハシウ         |